# 夏隆
夏隆，字叔仁，長沙郡臨湘縣宜陽里人。三国时期孙吴长沙郡吏。

## 生平

### 早年事績
夏隆在母亲去世服丧期间恪守礼制，并且还染上了风湿病，一隻腳也不太好正常行走。同郡的徐元休少有名声，听说这事也去吊唁夏隆母親，十日之间夏隆家的几案擺滿了前去吊唁的人名片。

### 追逐潘濬
吴黄龙三年（231年），武陵蠻夷叛乱。是年二月，孙权派遣时任太常的武陵人潘濬去武陵平叛。途中經過長沙郡時，長沙太守修書一封并派遣郡吏夏隆送給潘濬。由於潘濬的船隻開得太快，夏隆眼看跟不上，於是在岸邊拔刀指著潘濬的船大呼盜賊，結果潘濬停下船隻將夏隆抓捕。潘濬得知事情原委后覺得夏隆很機靈，親自為夏隆解綁，并赐以酒食。